# Karls Tourismus
Die Karls Tourismus GmbH mit Sitz in Rövershagen ist ein Betreiber von Freizeitparks sowie ein Erzeuger von landwirtschaftlichen Produkten. Unter dem Namen Karls Erlebnis-Dorf (ehemals Karls Erlebnishof oder Karls Erdbeerhof) betreibt das Unternehmen sieben landwirtschaftlich thematisierte Freizeitparks in Mecklenburg-Vorpommern, Schleswig-Holstein, Brandenburg, Niedersachsen und Sachsen. Zum Unternehmen gehören auch das Rittergut von Barby in Möckern-Loburg in Sachsen-Anhalt und Karls Pier 7 in Rostock-Warnemünde. Eigentümer ist die Familie Dahl.

## Geschichte
Karl Dahl bewirtschaftete seit 1921 einen Hof in der Nähe von Rostock. Die Erzeugnisse verkaufte er auf dem Wochenmarkt. Nach dem Zweiten Weltkrieg zog die Familie nach Warnsdorf in die Nähe von Lübeck, wo Karl Dahls Sohn Karl-Heinz den landwirtschaftlichen Betrieb fortsetzte. Der Hof, der sich auf Erdbeeranbau spezialisierte, wurde Lieferant für die Schwartauer Werke. Mit der friedlichen Revolution 1989 kündigte Schwartau die Verträge, da die nun verfügbaren Lieferungen aus Osteuropa billiger waren. Um den Hof nicht aufgeben zu müssen, plante Karl-Heinz Dahl einen Direktverkauf der Erdbeeren in Lübeck. Hierzu ließ er von einem Bootsbauer 15 Verkaufsbuden in Erdbeerform bauen. Vorbild dafür waren die Buden auf einem Tennisturnier in Wimbledon, die Dahl auf einem Foto gesehen hatte. Sein Sohn Robert Dahl eröffnete einen Erdbeerhof in Rövershagen-Purkshof bei Rostock an der B 105, einer der Hauptrouten für Ostseetouristen. Neben Erdbeeren verkaufte er in einem Hofladen Kaffee und Kuchen, Würstchen und Erzeugnisse aus der Region. Auf diese Weise entwickelte sich der Erdbeerhof mit der Zeit zu einem der größten Bauernmärkte Deutschlands. Seit 2001 trägt er den Namen des Großvaters, „Karls Erlebnis-Dorf“. 2005 erfolgte die Gründung der Karls Tourismus GmbH. Im Jahr 2012 wurde ein zweites Erlebnis-Dorf in Zirkow auf Rügen eröffnet, 2014 folgten Erlebnis-Dörfer in Warnsdorf und in Elstal bei Berlin. Seit März 2016 gibt es ein Erlebnis-Dorf in Koserow auf Usedom. Im Jahr 2018 wurde das Barbycafé in Loburg in Sachsen-Anhalt eröffnet. Nachdem sich Pläne für einen Standort in Bannewitz bei Dresden zerschlagen hatten, griff Robert Dahl die Anfrage von Döbelns Oberbürgermeister Sven Liebhauser auf und erwarb dort ein 17 Hektar großes Grundstück im Norden des Ortes zwischen der Bundesstraße B 169 und der Autobahn A 14. Im März 2024 folgte das sechste Erlebnis-Dorf in Döbeln in Mittelsachsen. Am 15. Mai 2025 wurde das siebte Karls Erlebnis-Dorf in Loxstedt (Landkreis Cuxhaven) in direkter Nähe zur A 27 in Niedersachsen eröffnet.
Die Erlebnis-Dörfer zogen 2018 nach Angaben der Firma insgesamt circa 5,2 Millionen Besucher an. Mit 1,2 Millionen Besuchern im Jahr 2014 ist das Erlebnis-Dorf in Rövershagen die meistbesuchte Touristenattraktion Mecklenburg-Vorpommerns.
Seit Mai 2023 gibt es die Bahnstation Rövershagen – Karls Erlebnisdorf an der Bahnstrecke Stralsund–Rostock, zu deren Eröffnung Mecklenburgs Ministerpräsidentin Manuela Schwesig kam. Die Baukosten von 1,7 Millionen Euro finanzierte größtenteils das Land Mecklenburg-Vorpommern, auch Karls sei an der Finanzierung beteiligt gewesen.
Am Vormittag des 6. Juni 2023 gerieten im Erlebnis-Dorf Elstal mehrere Gebäude in Brand und lösten einen Großeinsatz der Feuerwehr aus. Neun Menschen erlitten Rauchgasvergiftungen und wurden in umliegende Krankenhäuser gebracht.

## Konzept

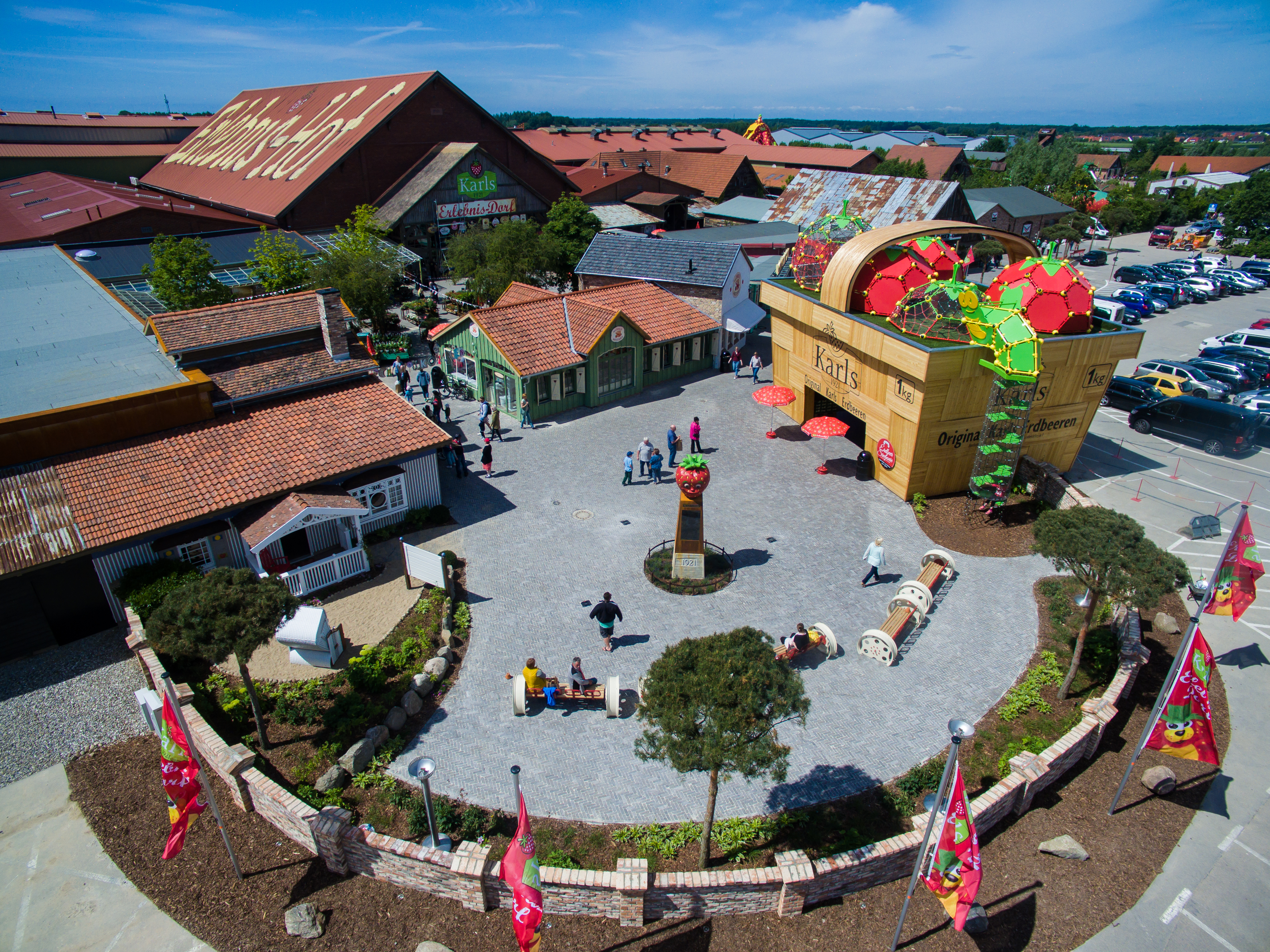
Standort Rövershagen

Die ganzjährig geöffneten Erlebnis-Dörfer sind eine Mischung aus Hofladen, Manufaktur, Restaurantbetrieb und Freizeitpark mit Fahrgeschäften.
Im Hofladen gibt es Lebensmittel und Gegenstände aus eigener Produktion, vorrangig rund um das Thema Erdbeere. In den Manufakturen an den einzelnen Standorten wird unter anderem Kaffee geröstet, Seife, Bonbons, Eiscreme und Schokolade hergestellt, Marmelade gekocht und Brot gebacken. Zu den weiteren Attraktionen zählen Rutschen, eine Achterbahn, ein Erlebnisaquarium, Tobeland, zwei Eisskulpturenausstellungen, Traktorfahrten und die größte Kaffeekannensammlung der Welt mit über 50.000 Kannen (Stand: 2017).
Das Unternehmen verfügt in Mecklenburg-Vorpommern über ca. 300 Hektar Erdbeerfelder, die von Mai bis Oktober abgeerntet werden. An drei Standorten können die Früchte auch selbst gepflückt werden. Die Erdbeeren werden an etwa 400 Verkaufsständen verkauft. Insgesamt erntet Karls jährlich 8000 Tonnen Erdbeeren. Der Anbau der Erdbeeren erfolgt mit dem Einsatz von Pflanzenschutzmitteln.

## Unternehmen
Karls ist ein Familienunternehmen, das elterliche Startkapital betrug Anfang der 1990er Jahre 576.000 D-Mark. Die Geschäftsführung verantworten Robert Dahl (* 1971), seine ältere Schwester Ulrike Dahl und seine Ehefrau Stephanie Dahl.
Es gibt vier Geschäftsbereiche: Karls Markt OHG, Karls Tourismus GmbH sowie Handel, Gastronomie, Erlebnis/Ticketing und Hotellerie. Sie wirtschaften organisatorisch teilweise separat, der Handel ist nach Aussage von Robert Dahl stärkster Umsatzbringer. In einem Medienbericht aus dem Jahr 2014 sagte Robert Dahl, dass Karls im ersten regulären Geschäftsjahr umgerechnet 440.000 Euro umgesetzt habe: „Inzwischen haben wir den Umsatz mehr als verhundertfacht.“

## Standorte

### Aktuelle Standorte
| Name                                                                    | Ort                                                              | Eröffnung |
| ----------------------------------------------------------------------- | ---------------------------------------------------------------- | --------- |
| Karls Erlebnis-Dorf Rövershagen (bei Rostock)                           | Rövershagen-Purkshof, Landkreis Rostock, Mecklenburg-Vorpommern  | 1993      |
| Karls Erlebnis-Dorf Zirkow (auf Rügen)                                  | Zirkow, Landkreis Vorpommern-Rügen, Mecklenburg-Vorpommern       | 2012      |
| Karls Erlebnis-Dorf Elstal (bei Berlin)                                 | Wustermark-Elstal, Landkreis Havelland, Brandenburg              | 2014      |
| Karls Erlebnis-Dorf Warnsdorf (bei Lübeck)                              | Ratekau-Warnsdorf, Kreis Ostholstein, Schleswig-Holstein         | 2014      |
| Karls Erlebnis-Dorf Koserow (auf Usedom)                                | Koserow, Landkreis Vorpommern-Greifswald, Mecklenburg-Vorpommern | 2016      |
| Rittergut mit Barbycafé (Barbysches Gutshaus) in Loburg (bei Magdeburg) | Möckern-Loburg, Landkreis Jerichower Land, Sachsen-Anhalt        | 2018      |
| Karls Erlebnis-Dorf Döbeln (in Mittelsachsen)                           | Döbeln, Landkreis Mittelsachsen, Sachsen                         | 2024      |
| Karls Erlebnis-Dorf Loxstedt (Cuxland)                                  | Loxstedt, Landkreis Cuxhaven, Niedersachsen                      | 2025      |
| Pier 7                                                                  | Rostock-Warnemünde                                               |           |

Zudem gibt es Karls Manufakturen-Märkte in Berlin-Friedrichshagen, Berlin-Mitte und in Döbeln.

### Zukünftige Standorte
| Name                           | Ort                             |
| ------------------------------ | ------------------------------- |
| Karls Erlebnis-Dorf Plech      | Plech, Bayern                   |
| Bibi & Tina Freizeitpark       | Wustermark-Elstal, Brandenburg  |
| Karls Erlebnis-Dorf Bispingen  | Bispingen, Niedersachsen        |
| Karls Erlebnis-Dorf Oberhausen | Oberhausen, Nordrhein-Westfalen |
| Karls Oxnard                   | Oxnard, Kalifornien, USA        |
| Karls Wasserpark               | Wustermark-Elstal, Brandenburg  |